# Straż Narodowa (1923–1927)
Straż Narodowa (1923-1927) – paramilitarna organizacja utworzona pod koniec 1923 r. z inicjatywy posłów Związku Ludowo-Narodowego Czesława Mączyńskiego i Bolesława Zajączkowskiego. Początkowo stanowiła federację stowarzyszeń takich jak Związek Hallerczyków, Stowarzyszenie Dowborczyków, Sokół, Rozwój, Legia Obrony Konstytucji, Stowarzyszenie Samopomocy Społecznej, Bractwo Strzelców Kurkowych, Stowarzyszenie Rzemieślników Chrześcijan. W lutym 1925 r. zarejestrowano nowy statut Straży Narodowej jako jednolitego stowarzyszenia. Prezesem Straży został Czesław Mączyński. 
Podstawową jednostką była drużyna złożona z dwóch "piątek"; 3 do 8 drużyn tworzyło hufiec, hufce z terenu powiatu – chorągiew. W Warszawie Straż Narodowa liczyła ok. 900 członków, głównie robotników. Oddziały Straży działały też m.in. w Poznaniu, Lublinie, Lwowie, Toruniu, Krakowie, Wilnie i Łodzi. Do czołowych działaczy Straży – oprócz Mączyńskiego i Zajączkowskiego (sekretarza) – należeli Edward Loth (późniejszy prezes), Tadeusz Bielecki, Henryk Rossman, Jan Rembieliński, ks. Adam Wyrębowski, płk Jan Jodzewicz. W Staży działali też Karol Hubert Rostworowski i Władysław Folkierski. Organami Straży były pisma „Drużyna” i „Straż Narodowa”.
Jako swój cel Straż wysuwała „uświadomienie i zabezpieczenie państwa przed anarchią, szerzoną przez żywioły destrukcyjne”, „troska o całość i niepodległość Państwa Polskiego i utrwalanie jego mocarstwowego stanowiska", „utrwalenie w Państwie Polskim zasad państwowo-twórczych i praworządnych", „dążenie do utrzymania pośród członków łączności braterskiej w ofiarnej służbie dla Ojczyzny" prowadząc działalność charytatywną (m.in. biuro pośrednictwa pracy, kolonie letnie i kursy dla dzieci i młodzieży z ubogich rodzin, jadłodajnie dla najuboższych) obok bojówkarskiej (ochrona zebrań i lokali endecji, ataki na wiece i demonstracje przeciwnika). Po zamachu majowym nastąpiła militaryzacja stowarzyszenia – wprowadzono wojskowe nazewnictwo, hierarchiczną strukturę, dyscyplinę, umundurowanie, pogotowia bojowe. 21 V 1927 r. władze zdelegalizowały Straż Narodową.

## Literatura
- Ewa Maj, Model endeckiej organizacji paramilitarnej na przykładzie Stowarzyszenia "Straż Narodowa", “Annales Universitatis Mariae Curie-Skłodowska”. Sectio K, Politologia. Vol. 9, s. 113-124;
- Jarosław Tomasiewicz, Paramilitarne struktury i działalność spiskowo-bojowa polskiej prawicy 1918–1933, “Bezpieczeństwo: Teoria i Praktyka“ 2016, nr 2, s. 47-66